# Шахта имени Н. П. Баракова
Ша́хта имени Н. П. Баракова — угледобывающее предприятие в городе Суходольск, Краснодонского городского совета Луганской области, (Украина), входит в ПАО «Краснодонуголь». Официальное название СП «Шахта имени Н. П. Баракова» ПАО «Краснодонуголь». Была открыта в 1967 году с проектной мощностью 600 тысяч тонн угля в год.
Фактическая добыча — 1514 тонн за сутки (2001). В 2003 году добыто 662 тысяч тонн угля. В 2008 — 1 млн тонн.
Максимальная глубина — 850 м (1990—1999). Протяжённость подземных выработок — 59,6/49,9 км (1990/1999). Шахтное поле вскрыто 3 вертикальными стволами. Шахта разрабатывает пласт k5н мощностью 1,45—1,51 м, угол падения — 1—3°. Пласт опасен из-за возможности внезапных выбросов угля и газа, суфлярных выделений метана, взрывов угольной пыли, склонен к самовозгоранию.
Работают два очистных забоя. Добыча угля ведётся механизированными комплексами МКМ и 3КД-90. Количество действующих очистных забоев — 3/2, подготовительных — 13/6.
Количество работающих: 1810/1880 чел., из них под землёй — 1290/1320.

Крупнейшая авария Архивная копия от 13 мая 2021 на Wayback Machine на шахте имени Баракова произошла 11 марта 2000 года, погиб 81 шахтёр.

## Адрес
94425, г. Суходольск, Луганская область, Украина.